# 金山卫站
金山卫站（原称金山站，又称金山新城火车站），是金山线南端始发站，位于中华人民共和国上海市金山区山阳镇隆安东路以北，临桂路以南，卫阳路以东，同凯路以西。

## 车站结构

### 站房
金山卫站设有南、北两个站房。其中南站房面积5000平方米，外立面设计以“海浪”为灵感。其屋顶的竖向金色装饰构件形成了“金色海浪”的视觉印象，同时也隐喻了“金山”的意向。南站房内部结构共三段，为“一主两次”结构。
金山卫站每天开行金山区域铁路列车36对，使用检票闸机检票进出站。
- 售票机，左侧三台可发售、取中国铁路之车票
- 金山卫站候车室
- 北站房外观
- 从车站东侧的人行天桥上望向车站

### 站场
金山卫站共有4个站台，1、4 号站台分别位于南北两端，穿过大门即可到达南北站房。2、3号站台位于中间，需要通过地下通道到1、4号站台以及南北进出口。设计时，进站和出站通道分开，乘客需要注意站台上的指引标志，否则无法出站。
| 北广场 | 候车区   | 售票处、进站口、检票口、出站口         |
| 站场   | 侧式站台 | 侧式站台                               |
| 站场   | 4站台    | 金山铁路 往上海南方向（金山园区站）    |
| 站场   | 通过线   | 金山铁路列车通过线                     |
| 站场   | 3站台    | 金山铁路往上海南方向（金山园区站）     |
| 站场   | 岛式站台 |                                        |
| 站场   | 2站台    | 金山铁路往上海南方向（金山园区站）     |
| 站场   | 1站台    | 金山铁路 往上海南方向（金山园区站）    |
| 站场   | 侧式站台 |                                        |
| 南广场 | 候车区   | 售票处、进站口、检票口、出站口、汽车站 |

## 车站周围
火车站的东侧人行天桥沟通了站外的南北广场。站内并没有设计直接穿过火车站的通道。一部分公交车线路经过调整到金山卫站南北广场的公交枢纽始发。
金山新城火车站周边会有亭卫南路、同凯路、卫阳南路三部跨火车线立交桥。并有隆安东路接入。

## 接驳交通

### 停车换乘
金山卫站周边还有自行车停车棚和P+R停车场。在金山卫站的东西广场，各设有两个P+R停车场，共有448个泊位，总面积18000平方米，小轿车每日收费5元。停车场的开放使得许多金山市民采用汽车短驳加动车到上海市区的出行方式。

### 公交
金山卫站开通了13条公交线路。

| 金山卫站（南广场西站） | 金山卫站（南广场西站） | 金山卫站（南广场西站） | 金山卫站（南广场西站） | 金山卫站（南广场西站） |
| 编号                   | 路线                   | 路线                   | 路线                   | 备注                   |
| ---------------------- | ---------------------- | ---------------------- | ---------------------- | ---------------------- |
| 金山11路               | 金山卫站(南广场西站)   | ⇆                      | 公共卫生临床中心       | 原石化九线             |
| 227平湖 乍石线         | （嘉兴）乍浦公交枢纽站 | ⇆                      | （上海）金山卫站       |                        |
| 228平湖 平石线         | （嘉兴）平湖客运中心   | ⇆                      | （上海）金山卫站       |                        |

### 长途巴士
金山长途汽车站在新金山卫站投入运营后搬迁至此。新车站位于火车站西南侧，设有面积约1000平方米的候车大厅和6200平方米的停车场。金山长途汽车站每日计划安排长途线路35条，营运班次116班次，主要发往浙江、江苏、安徽、河南、四川等地。